# Johanna Fateman

Johanna Rachel Fateman (Stati Uniti, 16 maggio 1974) è una scrittrice, musicista e produttrice discografica statunitense.

## Le Tigre e la carriera musicale
Il lavoro più noto di Joanna Fateman proviene dalla sua esperienza con Le Tigre, una band elettro-punk femminista che ha cofondato nel 1998 insieme a Kathleen Hanna (ex Bikini Kill) e JD Samson. La band era famosa per aver mescolato l'energia del punk con la musica elettronica, trattando temi sociali e politici attraverso testi catchy e spesso umoristici. Il loro suono era sperimentale e le loro performance includevano spesso elementi di arte performativa. La musica di Le Tigre affrontava argomenti come il femminismo, l'identità, l'attivismo e la cultura pop, facendoli diventare una forza pionieristica nella scena musicale indie e femminista tra la fine degli anni '90 e i primi anni 2000.
Album principali di Le Tigre includono:
- Le Tigre (1999)
- This Island (2004)
- The Future Is Now (2004)

Brani come "Deceptacon" sono diventati inni della scena indie e femminista.

## Stile musicale
Joanna Fateman è conosciuta per il suo approccio eclettico e sperimentale alla musica. Le canzoni di Le Tigre mescolano punk rock, elettronica e pop, utilizzando spesso testi politicamente impegnati e ironici. Le loro canzoni erano energiche, socialmente consapevoli e a volte irriverenti, trattando temi come la politica di genere, la razza e la rappresentazione nei media.

## Carriera post-Le Tigre
Dopo la pausa di Le Tigre alla fine degli anni 2000, Joanna Fateman ha continuato a esplorare altre strade musicali e collaborazioni. Ha anche lavorato a progetti da solista e ha contribuito al mondo della musica in vari modi. È stata parte del gruppo The Julie Ruin, un progetto avviato da Kathleen Hanna dopo Le Tigre, e ha collaborato con artisti di vari generi.

## Arte visiva e design
Oltre alla sua carriera musicale, Fateman è coinvolta anche nelle arti visive. Ha lavorato nel campo del design grafico, della curatela e della direzione creativa, specialmente nei settori della musica e della moda. Il suo lavoro è conosciuto per l'approccio concettuale e spesso affronta temi femministi e d'avanguardia.

## Attivismo e femminismo
Joanna Fateman, come le sue compagne di band, è una figura di spicco nel movimento punk femminista, sostenendo i diritti delle donne, la giustizia sociale e i diritti LGBTQ+. La musica di Le Tigre includeva frequentemente messaggi politici, e Fateman ha usato la sua piattaforma per parlare di temi come i diritti riproduttivi, l'identità queer e l'ambiente.

## Lavori recenti
Negli ultimi anni, Joanna Fateman ha continuato a collaborare con musicisti e a essere coinvolta in vari progetti artistici. Il suo lavoro continua a riflettere il suo impegno verso i valori femministi e l'arte innovativa. Ha preso parte a progetti che esplorano questioni intersezionali, combinando attivismo, arte e musica.

## Eredità e influenza
Fateman, tramite Le Tigre e i suoi vari progetti, ha lasciato un impatto duraturo nel rock indie e nella musica femminista. Il suo lavoro ha aiutato a definire un movimento in cui arte, politica e identità erano strettamente intrecciati. La fusione di Le Tigre tra beats elettronici, energia punk e testi politicamente impegnati ha influenzato molte band indie che sono venute dopo.